# Terizi
Terizii -  un neamul traco-getic amintit de istoricul Hellanicos din Lesbos și apoi de lexicografii bizantini Photios și Suidas. Istoriografia modernă îi consideră tot geți, din moment ce credeau în nemurirea sufletului, potrivit lui Suidas. 

## Așezarea geografică
Istoricii leagă numele terizilor de capul Tirizis (azi capul Caliacra, numele actual apare în izvoarele bizantine încă din sec.XIV d.Hr.), la est de Balcic (Dionysopolis), amintit de mai mulți autori antici, printre care Strabon, Ptolomeu, Arrian. 

## Istoria
Se știe doar că promontoriul Tirizis a servit ca ascunzătoare a tezaurului lui Lisimah, urmașul lui Alexandru cel Mare cel care era conducătorul părții europene a regatului acestuia (323-281 î.Hr.). Tot la Tirizis s-a descoperit o o inscripție dedicata lui Rhoemetalces, regele odrisilor (16 î.Hr.-14 d.Hr.). În 514 d.Hr. promontoriul a servit ca loc de refugiu pentru rebelii condusi de Vitallianus, comandantul bizantin care s-a răsculat împotriva lui Anastasius I, împaratul Imperiului roman de răsărit.  